# جیک (خواننده)
جیکوب داج لاوسون (انگلیسی: Jacob Dodge Lawson; زادهٔ ۳ مارس ۲۰۰۱) که به‌طور حرفه‌ای با نام جیک (انگلیسی: Jvke؛ به صورت Jake تلفظ می‌شود) شناخته می‌شود، خواننده، ترانه‌پرداز، تهیه‌کننده و سلبریتی اینترنتی اهل ایالات متحده آمریکا است.